# Olenia
Olenia (in greco Ωλενία?) è un ex comune della Grecia nella periferia della Grecia Occidentale (unità periferica dell'Acaia) con 6 822 abitanti secondo i dati del censimento 2001.
È stato soppresso a seguito della riforma amministrativa, detta Programma Callicrate, in vigore dal gennaio 2011 ed è ora compreso nel comune di Dytiki Achaia.

## Località
Olenia è suddiviso nelle seguenti comunità (i nomi dei villaggi tra parentesi):
- Achaiko
- Agios Nikolaos Kralis (Kalamaki, Agios Nikolaos, Avgeraiika, Thomaiika, Poimenochori)
- Agios Stefanos (Agios Stefanos, Palaia Peristera, Fylakes)
- Ano Soudenaiika
- Arla
- Chaikali (Chaikali, Katsaitaiika, Kounelaiika)
- Charavgi (Charavgi, Neochori, Pigadia)
- Flokas (Flokas, Zisimaiika)
- Fostaina
- Galanaiika
- Gkaneika
- Kato Mazaraki
- Lousika (Lousika, Spaliaraiika, Ypsili Rachi)
- Mitopoli (Mitopoli, Komi, Souvaliotaiika)
- Portes
- Santomeri (Santomeri, Ampelakia, Polylofo)